# قصر سبنسر
قصر سبنسر هو قصر خيالي ظهر في سلسلة ألعاب الفيديو "ريزدنت إيفل"، ويعتبر الموقع الرئيسي للعبة الرعب والبقاء التي صدرت عام 1996 والتي تم اعادة اصدارها في عام 2002. تم بناء هذا القصر بواسطة أوزويل إي. سبنسر، المالك والشريك المؤسس لشركة "أمبريلا كوربوريشن"، في جبال "آركلاي"، وقد صممه المهندس المعماري جورج تريفر. كان الغرض من بنائه هو التغطية على مختبر سري للأسلحة البيولوجية يُعرف بمنشأة "آركلاي للأبحاث". لاحقًا، تقابل فريق "ستارز ألفا" بالقصر، بما فيهم جيل فالنتاين، وكريس ريدفيلد، وباري بورتون، وألبرت ويسكر. رغم اكتشافهم أن ويسكر عميل لشركة أمبريلا، يتمكنون من هزيمة الطاغية (Tyrant) الذي أرسله ويسكر، ويفجرون ويدمرون المنشأة والقصر بالكامل.
قصر سبنسر نال استحسان النقاد باعتباره موقعًا أيقونيًا في ألعاب الفيديو، حيث يُعزى تصميمه إلى الترويج لنوع ألعاب الرعب والبقاء بشكل عام. تصميمه الفريد القائم على الألغاز، الذي صُمم أكثر كنظام أمني منه كمكان سكني، أصبح عنصرًا أساسيًا في السلسلة فيما بعد، ويُعرف كواحد من أشهر الأمثلة على "الهندسة الشريرة" في ألعاب الفيديو.